# La Tinaja del Refugio
La Tinaja del Refugio är en ort i Mexiko.   Den ligger i kommunen Apaseo el Alto och delstaten Guanajuato, i den centrala delen av landet, 180 km nordväst om huvudstaden Mexico City. La Tinaja del Refugio ligger 2 012 meter över havet och antalet invånare är 235.
Terrängen runt La Tinaja del Refugio är varierad. Runt La Tinaja del Refugio är det ganska tätbefolkat, med 78 invånare per kvadratkilometer. Närmaste större samhälle är Apaseo el Alto, 12,8 km nordväst om La Tinaja del Refugio. Omgivningarna runt La Tinaja del Refugio är en mosaik av jordbruksmark och naturlig växtlighet.